# Motorola Moto X
Das Motorola Moto X (europäische Modellnummer: XT1052) ist ein im August 2013 erschienenes Smartphone des Herstellers Motorola. Besonderheiten sind die Sprachsteuerung, die auch im Bereitschaftsbetrieb nutzbar ist, das Active Display, welches auch im ausgeschalteten Zustand über eingegangene Nachrichten und die Uhrzeit informiert, sowie der „Moto Maker“, mit dem die Farbe des Geräts vor dem Kauf konfiguriert werden konnte.
Das ebenfalls als Moto X bezeichnete Nachfolgemodell mit 5,2-Zoll-Bildschirm erschien im September 2014.
Anstatt eines Moto X der 3. Generation, wurden am 28. Juli 2015 zwei Nachfolgemodelle vorgestellt. Das Moto X Style ist nun das High-End-Gerät, während das Moto X Play sich in der Mittelklasse platziert.

## Allgemein
Das Moto X ist Motorolas erstes Smartphone nach der Übernahme durch Google. Es erschien im August 2013 zunächst für die USA, Kanada und Lateinamerika und im Februar 2014 für Großbritannien und Nordirland, Frankreich und Deutschland. Mit dem Moto Maker konnte das Moto X mit einem individualisierten Gehäuse konfiguriert werden, was bei der Vorstellung für großes Aufsehen sorgte. In Europa erschien das Moto X zunächst nur in einer schwarzen und einer weißen Ausführung und mit 16 GB Speicher. Ab 1. Juli 2014 war das Moto X beim Kauf über Phonehouse auch in Deutschland mit dem Moto Maker konfigurierbar. Neben dem Modell mit 16 GB Speicher, war hierüber auch die 32-GB-Variante erhältlich.
Ungewöhnlich war zunächst, dass die über den Moto Maker konfigurierten Modelle nicht wie andere Smartphones in Asien, sondern in den USA hergestellt wurden. Im Mai 2014 schloss Motorola seine Fertigungsstätte in den USA jedoch wieder.

## Besonderheiten

### Hardware
Das Smartphone hat insgesamt acht Rechenkerne („Motorola X8 Mobile Computing System“): einen Dualcore-Hauptprozessor, einen Quadcore-Grafikprozessor sowie zwei zusätzliche Kerne für die Touchless-Control-Sprachsteuerung und die Context-Awareness.
Ein Design-Ziel von Motorola war es, durch einen schmalen Rahmen das Verhältnis von Anzeigefläche zur Gesamtfläche zu maximieren. Der Anteil des 4,7 Zoll großen Bildschirms an der Gesamtoberfläche wurde nach Stand vom Februar 2014 mit 72 % nur noch vom Samsung Galaxy S4 (72,1 %) und dem LG G2 (75,7 %) übertroffen. Ein Teil des Displays wird allerdings meist von den Onscreen-Buttons eingenommen, die Google als Ersatz für die Softkeys vorsieht.
Eine Nano-Beschichtung macht das Gerät offiziell spritzwassergeschützt. In Wirklichkeit ist das Moto X sogar wasserdicht.
Die SIM-Karte ist eine Nano-Sim, welche über einen Tray auf der linken Seite eingesteckt wird. Ein Bosch-BMP180-Barometer hilft dem Global Positioning System bei einer schnelleren Positionsbestimmung. Zudem ist ein Thermometer verbaut. Eine App zum Auslesen von Barometer und Thermometer muss allerdings manuell installiert werden.
Es unterstützt den neuesten WLAN-Standard IEEE 802.11ac. Motorola bietet als Zubehör einen NFC-Tag als ansteckbaren Clip an, mit dem der Bildschirm per NFC entsperrt werden kann. Ein UKW-Radio wurde nicht mehr verbaut.

### Touchless Control
Mit dem Sprachbefehl „OK, Google Now“ kann das Moto X jederzeit und umfangreich per Sprache bedient werden. Die Bedienung wird auf die eigene Stimme kalibriert, sodass niemand sonst Zugriff hat. Beispiele für Sprachbefehle sind unter anderem „Telefon finden“ (wodurch ein akustisches und optisches Signal ausgegeben wird, welches das Auffinden des Gerätes erleichtert) oder „Wecker einstellen auf 8:30 Uhr“. Ein Nachteil ist, dass sprachliche Variationen der Befehle nicht erkannt werden, so dass man den exakten Befehl im Kopf haben muss. Das Umgehen der Bildschirmsperre durch die Sprachsteuerung muss explizit in den Einstellungen aktiviert werden.
Der Chip für die „Context-Awareness“ kann zum Beispiel feststellen, ob sich das Smartphone in der Hosentasche befindet, und ob es gerade aus der Hosentasche herausgezogen wird oder ob der Nutzer gerade Auto fährt. Über die App Motorola Assist kann das Verhalten des Telefons für die Autofahrt festgelegt werden.

### Active Display
Mittels des „Active Display“ kann das Smartphone Informationen, wie beispielsweise Uhrzeit und Benachrichtigungen, anzeigen, auch wenn es sich im Bereitschaftsmodus (Standby) befindet. Möglich wird das durch die AMOLED-Technik, welche für die Darstellung schwarzer Pixel keinen Strom benötigt und daher den Akku nur minimal belastet. Von welchen Apps die Nachrichten auf dem Active Display angezeigt werden, kann in den Einstellungen konfiguriert werden.
Die Informationen werden nicht dauerhaft eingeblendet, sondern nur wenn der Context-Awareness-Prozessorkern erkennt, dass ein Informationsbedarf besteht, zum Beispiel wenn das Gerät aus der Hosentasche geholt wird, bzw. es bewegt wird.

### Android-Updates
Das Moto X bot bei Erscheinen die neueste Android-Version 4.2 „Jelly Bean“, welche im Gegensatz zu anderen Herstellern nahezu unverändert ist. Dadurch sollen Updates schneller bereitgestellt werden. Im November 2013 erschien das Update auf Android-Version 4.4 „KitKat“. Ein Update auf Android 5.1 „Lollipop“ erschien im Juni 2015. Kurze Zeit später stellte Motorola im Rahmen der im Juli 2015 bekannt gewordenen Android-Sicherheitslücke „Stagefright“ ein Patch bereit, welcher einen Teil der Lücken beseitigte. Im Mai 2016 wurde eine weitere Aktualisierung für das Moto X veröffentlicht, welche die Android-5.1-Sicherheitsupdates bis April 2016 enthält.

### Extras
Beim Kauf erhält man 50 GB Cloud-Speicher bei Google Drive für zwei Jahre. Dies bietet Motorola an, da man bei dem Moto X keine Möglichkeit hat den Speicher zu erweitern. Dieses Extra muss innerhalb von 30 Tagen aktiviert werden. Motorola spendierte dem Moto X einen Migrationsassistenten, der alle Daten und Einstellungen des alten Android-Smartphones auf das neue überträgt. Dazu muss der Migrationsassistent über den Google Play Store auf dem alten Smartphone installiert werden. Die Anwendung Motorola Connect zeigt SMS und Anrufe im Chrome-Browser auf dem Desktop-Computer.

## Kamera
Besonderen Augenmerk legte Motorola auf die Kamera (OmniVision OV10820). Sie hat einen relativ großen (1/2,6 Zoll) BSI-Sensor für hohe Lichtempfindlichkeit und einen speziellen RGBC-Filter. Der Abstand zweier Kamerapixel beträgt beim Moto X 1,4 μm, im Vergleich zu 1,1 μm beim Samsung Galaxy S4 und 2 μm beim HTC One.
Das Feature Quick Capture startet die Kamera-App mit einem zweimaligen Schütteln des Smartphones, auch im Standby-Modus. Dies wird durch den speziellen Prozessorkern für die Bewegungsüberwachung ermöglicht.
Die Kamera bietet eine Zeitlupen- und eine Serienbildfunktion. Die Frontkamera kann ebenso wie die rückseitige Videos mit einer Auflösung von 1080p aufnehmen. Außerdem bietet sie 16:9-Aufnahme, eine Panorama-Funktion, vierfachen Digitalzoom, automatisches HDR und tap to focus.
Einstellmöglichkeiten für ISO, Helligkeit und Weißabgleich fehlen hingegen.

## Bewertung und Kritik
inside-handy.de lobt im Test des Motorola Moto X das gute Größenverhältnis von Display und Gehäuse. Außerdem wird dem Moto X eine gute Arbeitsgeschwindigkeit bescheinigt. Kritisiert wird die für eine 10-Megapixel-Kamera eher mittelmäßige Bildqualität und die schwache Akkulaufzeit.
Weitere Nachteile sind der fest verbaute Akku und ein fehlender SD-Karten-Slot.